# Чучма
Чучма (слч. Čučma) насељено је мјесто са административним статусом сеоске општине (слч. obec) у округу Рожњава, у Кошичком крају, Словачка Република.

## Становништво
| Година:    | 1994. | 2004.    | 2014.    | 2024.    |
| ---------- | ----- | -------- | -------- | -------- |
| Број људи: | 508   | 586      | 657      | 588      |
| Разлика:   |       | +15,35 % | +12,11 % | -10,50 % |

| Година:    | 2023. | 2024.   |
| ---------- | ----- | ------- |
| Број људи: | 585   | 588     |
| Разлика:   |       | +0,51 % |

Према подацима о броју становника из 2011. године насеље је имало 640 становника.